# دهستان گنبکی
دهستان گنبکی، یکی از بخش‌های بخش مرکزی شهرستان گنبکی در استان کرمان ایران است. مرکز این دهستان، شهر گنبکی است.

## جمعیت
بر پایه سرشماری عمومی نفوس و مسکن در سال ۱۳۹۵، جمعیت دهستان گنبکی برابر با ۴٬۶۰۴ نفر بوده است.